# Charles Lang
Charles Bryant Lang Jr., A.S.C. (Bluff (Utah), 27 de marzo de 1902-Santa Mónica (California), 3 de abril de 1998) fue un director de fotografía estadounidense.

## Biografía
Su padre, Charles B. Lang Sr., fue fotógrafo y explorador de las ruinas de Utah. En los inicios de su carrera, trabajó con una cámara Akeley, una cámara  montada en un giroscopio diseñada por Carl Akeley para tomas de acción al aire libre. Los primeros créditos de Lang fueron como codirector de fotografía en las película mudas Night Patrol (1926) y Los amores de Ricardo (1927).
Después de completar Tom Sawyer para Paramount Pictures en 1930, continuó trabajando en el estudio durante más de veinte años. Introdujo su propio estilo de iluminación en Adiós a las armas, y con el tiempo este se impuso como el habitual para todas las películas de Paramount durante la década de los 30 y 40. Ocasionalmente trabajó para otros estudios como en El fantasma y la señora Muir (1947). En 1951, comenzó una segunda fase en su carrera, en la mayoría de ocasiones como free-lance. Lang recibió el Premio honorífico de la American Society of Cinematographers en 1991, por una carrera que incluye 114 películas.
Lang murió de neumonia. Una de sus nietas es la actriz Katherine Kelly Lang, conocida por su papel de Brooke Logan Forrester en la serie de la CBS The Bold and the Beautiful. Su madre es la hija de Langa y también actriz,Judy Lang.

## Filmografía
- 1929: Innocents of Paris de Richard Wallace
- 1930: Street of Chance de John Cromwell
- 1931: Desengaño (Unfaithful) de John Cromwell
- 1932: Entre la espada y la pared (Devil and the Deep) de Marion Gering
- 1932: Adiós a las armas (A Farewell to Arms) de Frank Borzage
- 1933: Lady Lou (She done him wrong) de Lowell Sherman
- 1933: El soltero inocente (A Bedtime Story) de Norman Taurog
- 1934: Música sobre las alas (We're Not Dressing) de Norman Taurog
- 1934: La muerte de vacaciones (Death Takes a Holiday) de Mitchell Leisen
- 1935: Tres lanceros bengalíes (The Lives of a Bengal Lancer) de Henry Hathaway
- 1935: Mississippi de Wesley Ruggles y A. Edward Sutherland
- 1935: Peter Ibbetson d'Henry Hathaway
- 1936: Deseo (Desire) de Frank Borzage
- 1937: Tovarich (Tovarich) de Anatole Litvak
- 1937: Ángel (Angel) de Ernst Lubitsch
- 1937: Almas en el mar (Souls at Sea) de Henry Hathaway
- 1938: You and Me de Fritz Lang
- 1938: Lobos del norte (Spawn of the North) de Henry Hathaway
- 1939: Midnight de Mitchell Leisen
- 1939: Zaza de George Cukor
- 1939: El gato y el canario (The Cat and the Canary) de Elliott Nugent
- 1940: Adelante mi amor (Arise, my love) de Mitchell Leisen
- 1940: El castillo maldito (The Ghost Breakers) de George Marshall
- 1941: Sky Lark de Mark Sandrich
- 1941: 24 horas sin mentir (Nothing But the Truth) de Elliott Nugent
- 1941: Cuando muere el día (Sundown) de Henry Hathaway
- 1941: El pastor de las colinas (The Shepherd of the Hills) de Henry Hathaway
- 1942: Conflicto matrimonial (Are Husbands Necessary?) de Norman Taurog
- 1942: The Lady Has Plans de Sidney Lanfield
- 1942: Corazones en llamas (The Forest Rangers) de George Marshall
- 1943: No hay tiempo para amar (No Time for Love) de Mitchell Leisen
- 1943: Sangre en Filipinas (So proudly we hail !) de Mark Sandrich
- 1944: Standing Room Only de Sidney Lanfield
- 1944: Los intrusos (The Uninvited) de Lewis Allen
- 1944: Here Come the Waves de Mark Sandrich
- 1944: Bodas blancas (Practically Yours) de Mitchell Leisen
- 1945: El club de la cigüeña (The Stork Club) de Hal Walker
- 1946: Janie Gets Married de Vincent Sherman
- 1946: Pensión histórica (Miss Susie Slagle's) de John Berry
- 1947: El fantasma y la señora Muir (The Ghost and Mrs. Muir) de Joseph L. Mankiewicz
- 1947: La hija del pecado (Desert Fury) de Lewis Allen
- 1948: A Foreign Affair de Billy Wilder
- 1949: 'My Own True Love de Compton Bennett
- 1950: Idilio en septiembre (September Affair) de William Dieterle
- 1950: El rey del Oeste (Fancy Pants) de George Marshall
- 1951: El gran carnaval (Ace in the Hole) de Billy Wilder
- 1952: Miedo súbito (Sudden Fear) de David Miller
- 1952: El FBI entra en acción (The Atomic City) de Jerry Hopper
- 1953: Salomé (Salome) de William Dieterle
- 1953: Los sobornados (The Big Heat) de Fritz Lang
- 1954: Sabrina de Billy Wilder
- 1954: La rubia fenómeno (It should happen to you) de George Cukor
- 1955: Una mujer en la playa (Female on the Beach) de Joseph Pevney
- 1955: El hombre de Laramie (The Man from Laramie) d'Anthony Mann
- 1955: La abeja reina (Queen Bee) de Ranald MacDougall
- 1956: Un cadillac de oro macizo (The Solid Gold Cadillac) de Richard Quine
- 1956: El farsante (The Rainmaker de Joseph Anthony
- 1956: Hojas de otoño (Autumn Leaves) de Robert Aldrich
- 1957: Duelo de titanes (Gunfight at the O.K. Corral) de John Sturges
- 1958: Mesas separadas (Separate Tables) de Delbert Mann
- 1958: La casamentera (The Matchmaker) de Joseph Anthony
- 1959: El último tren de Gun Hill (Last Train from Gun Hill) de John Sturges
- 1959: Con faldas y a lo loco (Some like it Hot) de Billy Wilder
- 1960: Un extraño en mi vida (Strangers when we meet) de Richard Quine
- 1960: Los siete magníficos (The Magnificent Seven) de John Sturges
- 1960: Los hechos de la vida (The Facts of Life) de Melvin Frank
- 1961: El rostro impenetrable (One-Eyed Jacks) de Marlon Brando
- 1962: Something's Got to Give de George Cukor
- 1962: Una muchacha llamada Tamiko (A Girl Named Tamiko) de John Sturges
- 1962: La conquista del Oeste (How the West was won) de Henry Hathaway, John Ford y George Marshall
- 1963: Charada de Stanley Donen
- 1964: La pícara soltera (Sex and the Single Girl) de Richard Quine
- 1964: Encuentro en París (Paris, when it sizzles) de Richard Quine
- 1965: La rebelde (Inside Daisy Clover) de Robert Mulligan
- 1966: Cómo robar un millón y... (How to steel a Million) de William Wyler
- 1967: Sola en la oscuridad (Wait until Dark) de Terence Young
- 1968: La noche de los gigantes (The Stalking Moon) de Robert Mulligan
- 1969: Bob, Carol, Ted y Alice (Bob & Carol & Ted & Alice) de Paul Mazursky
- 1969: Flor de cactus (Cactus Flower) de Gene Saks
- 1970: Secretos de una esposa (Walk in the Spring Rain) de Guy Green
- 1971: La máquina del amor (Love Machine) de Jack Haley Jr.
- 1972: Las mariposas son libres (Butterflies Are Free) de Milton Katselas
- 1973: 40 Carats de Milton Katselas

## Premios y distinciones
Premios Óscar
| Año  | Categoría                           | Película                     | Resultado |
| ---- | ----------------------------------- | ---------------------------- | --------- |
| 1933 | Mejor fotografía                    | The Right to Love            | Nominado  |
| 1934 | Mejor fotografía                    | Adiós a las armas            | Ganador   |
| 1942 | Mejor fotografía en blanco yu negro | Cuando muere el día          | Nominado  |
| 1944 | Mejor fotografía en blanco y negro  | Sangre en Filipinas          | Nominado  |
| 1945 | Mejor fotografía en blanco y negro  | Los intrusos                 | Nominado  |
| 1948 | Mejor fotografía en blanco y negro  | El fantasma y la señora Muir | Nominado  |
| 1949 | Mejor fotografía en blanco y negro  | A Foreign Affair             | Nominado  |
| 1953 | Mejor fotografía en blanco y negro  | Miedo súbito                 | Nominado  |
| 1955 | Mejor fotografía - Blanco y negro   | Sabrina                      | Nominado  |
| 1956 | Mejor fotografía en blanco y negro  | La abeja reina               | Nominado  |
| 1959 | Mejor fotografía - Blanco y negro   | Mesas separadas              | Nominado  |
| 1960 | Mejor fotografía - Blanco y negro   | Con faldas y a lo loco       | Nominado  |
| 1961 | Mejor fotografía - Blanco y negro   | Los hechos de la vida        | Nominado  |
| 1962 | Mejor fotografía en color           | El rostro impenetrable       | Nominado  |
| 1969 | Mejor fotografía                    | Bob & Carol & Ted & Alice    | Nominado  |